# Rosendo Hernández
Rosendo Hernández (Santa Cruz de Tenerife, 1º marzo 1921 – Santa Cruz de Tenerife, 3 agosto 2006) è stato un calciatore spagnolo, di ruolo centrocampista.